# Животворящ източник (Мега Сиринио)
„Света Богородица Животворящ източник“ (на гръцки: Παναγίας Zωοδόχου Πηγής) е православна църква край гревенското село Мега Сиринио, Егейска Македония, Гърция. Храмът е част от Гревенската епархия.
Църквата се намира в местността Липсокуки, край едноименната река, на няколко километра южно от Мега Сиринио в посока Синдендро (Тривиш). В района на църквата, на площ от 40 декара има много останки от антични и средновековни сгради. В архитектурно отношение е еднокорабен храм с дървен покрив и просторен нартекс. Построена е с камъни и греди. В нартекса има крипта с римска или раннохристиянска гробница с полукръгъл свод.
В храма са запазени стенописи, като Света Богородица Ширшая небес датиращи според подписа на тях от 26 юни 1717 година. Църквата е обявена за защитен исторически паметник в 1979 година.